# Шаласька
Шаласька — проміжна залізнична станція 5-го класу Шевченківської дирекції Одеської залізниці на неелектрифікованій лінії Цвіткове — Христинівка між роз'їздом Гордишівка (10 км) та станцією Поташ (16 км). Розташована в селищі Шалаське Звенигородського району Черкаської області.

## Історія
Станція відкрита 15 (27) червня 1891 року, одночасно з відкриттям руху поїздів лінією Христинівка — Шпола.
21 серпня 1982 року на станції Шаласька трапилася аварія двох вантажних поїздів, що призвело до припинення руху та перенаправлення інших поїздів в обхід заблокованої дільниці. В свою чергу, на станції Цвіткове, в той же день відбулося зіткнення двох пасажирських поїздів № 117 сполученням Львів — Донецьк та № 27 сполученням Київ — Сімферополь. Кількість потерпілих внаслідок аварії радянською владою було приховано і понині так і невідоме.

## Пасажирське сполучення
На станції зупиняються лише приміські дизель-поїзди сполученням Черкаси — Христинівка / Умань.

## Галерея

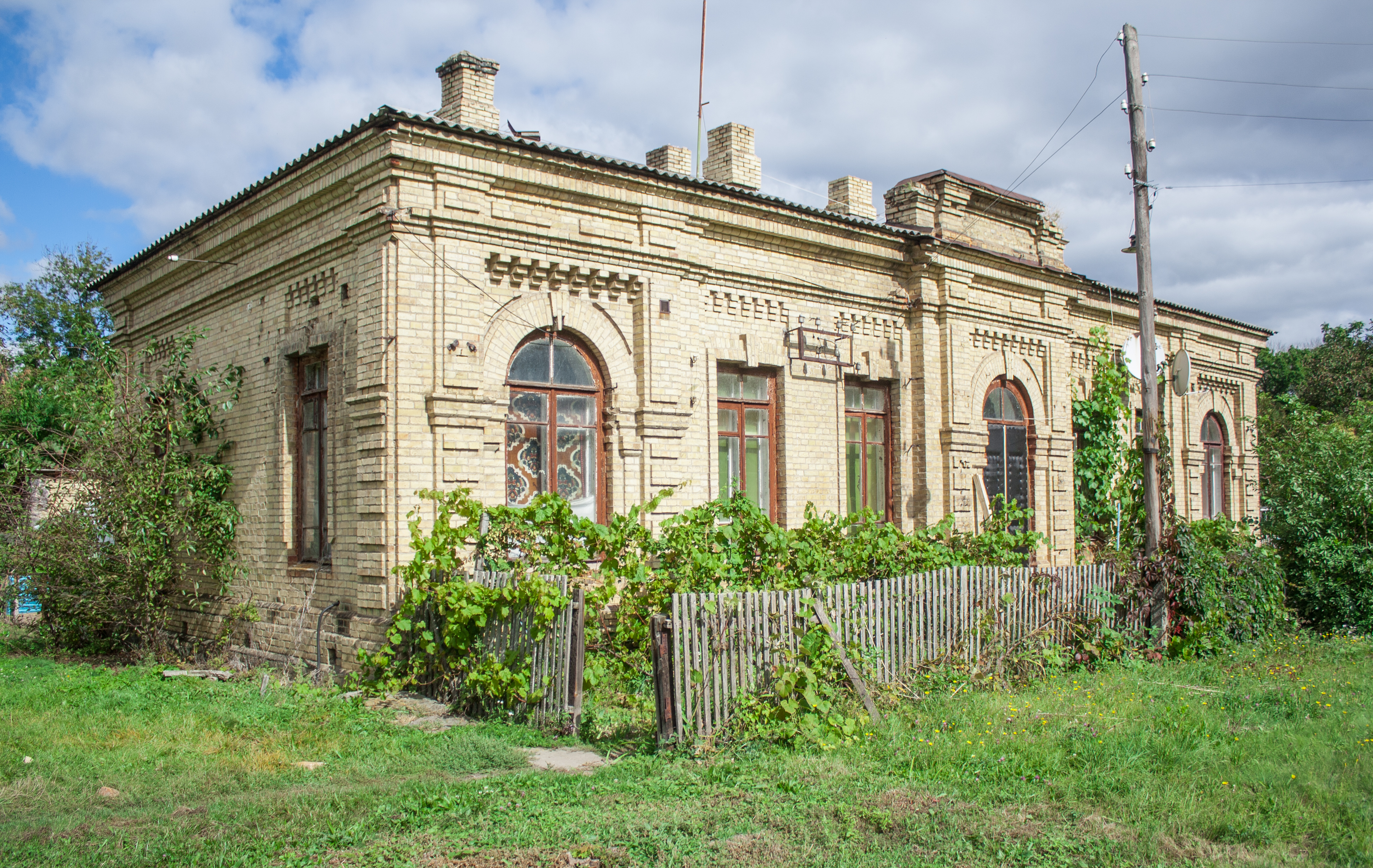
Колишня будівля станції
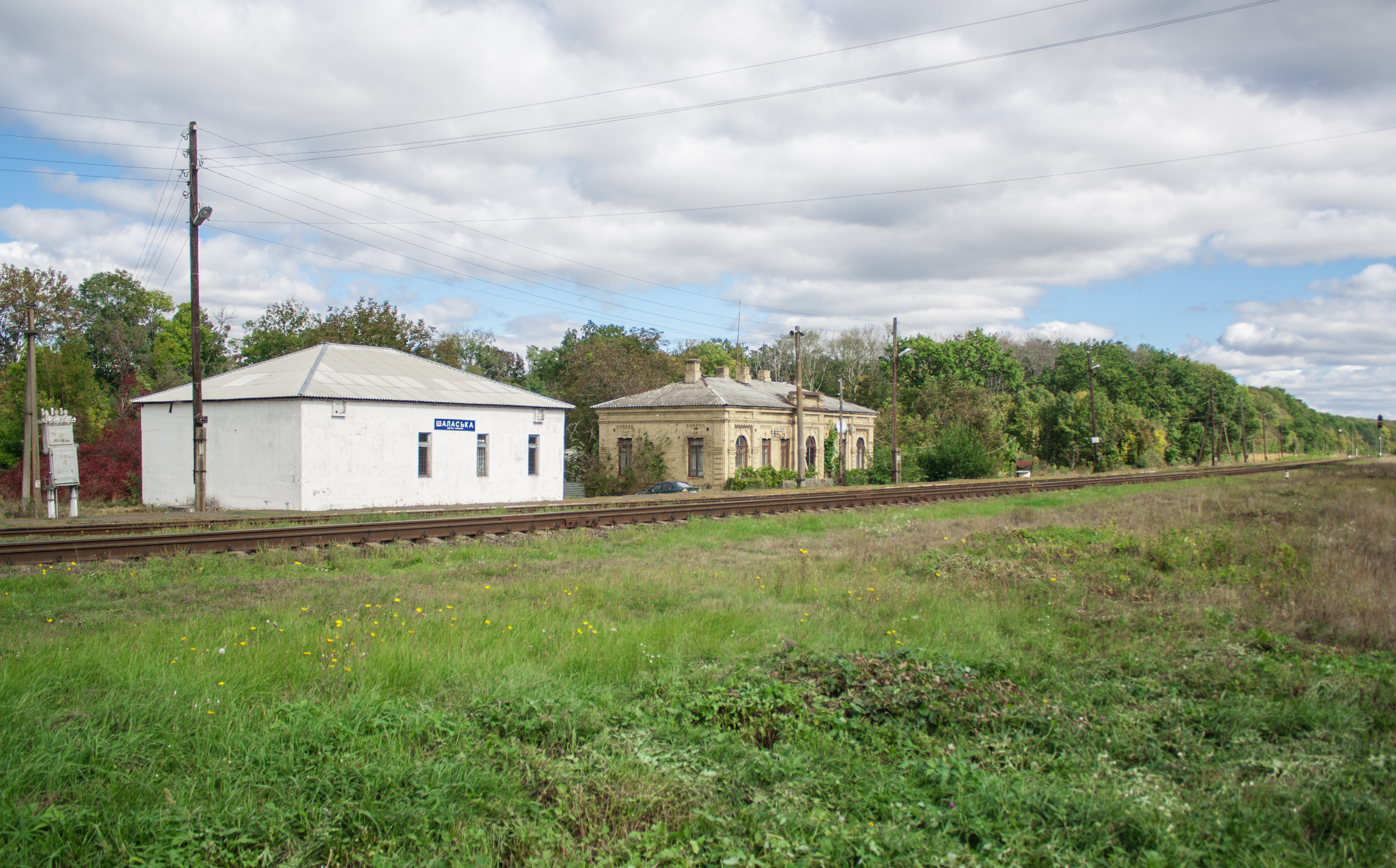
Платформа